# Dupuyer (Montana)
Dupuyer es un lugar designado por el censo ubicado en el condado de Pondera en el estado estadounidense de Montana. En el Censo de 2010 tenía una población de 86 habitantes y una densidad poblacional de 7,14 personas por km².

## Geografía
Dupuyer se encuentra ubicado en las coordenadas 48°10′57″N 112°28′28″O / 48.18250, -112.47444. Según la Oficina del Censo de los Estados Unidos, Dupuyer tiene una superficie total de 12.05 km², de la cual 12.03 km² corresponden a tierra firme y (0.13%) 0.02 km² es agua.

## Demografía
Según el censo de 2010, había 86 personas residiendo en Dupuyer. La densidad de población era de 7,14 hab./km². De los 86 habitantes, Dupuyer estaba compuesto por el 87.21% blancos, el 0% eran afroamericanos, el 8.14% eran amerindios, el 0% eran asiáticos, el 0% eran isleños del Pacífico, el 0% eran de otras razas y el 4.65% pertenecían a dos o más razas. Del total de la población el 0% eran hispanos o latinos de cualquier raza.